# Chiesa di Santo Stefano Protomartire (Bedizzole)
La chiesa di Santo Stefano Protomartire è la parrocchiale di Bedizzole, in provincia e diocesi di Brescia; fa parte della zona pastorale della Morenica del Garda.

## Storia
La prima citazione di una chiesa a Bedizzole risale al 16 maggio 1296. Il 28 dicembre 1720 la vicinia deliberò di edificare una nuova chiesa e il progetto fu realizzato da Antonio Spazzi. La prima pietra dell'attuale parrocchiale venne posta l'8 maggio 1721. La chiesa fu consacrata dal vescovo di Brescia Giovanni Molin il 21 aprile 1760. Nel frattempo, erano stato realizzati gli altari ai Santi Pietro, Ambrogio e Carlo Borromeo e al Santissimo Crocifisso. Alla fine del XX secolo la chiesa fu completamente restaurata.

## Interno
Opere di pregio conservate all'interno della chiesa sono gli affreschi della volta con Episodi della vita di Cristo, eseguiti alla fine del XIX secolo da Giuliano Volpi, il Crocifisso ligneo di Ludovico da Nozza, la tela del Battesimo di Cristo, opera settecentesca di Giuseppe Fali, la pala con la Madonna in gloria con il Bambino fra i Santi Pietro, Ambrogio e Carlo Borromeo, dipinta nel XVIII secolo da Giambattista Pittoni da Venezia, quindici tavolette dei Misteri del Rosario, realizzate da Antonio Gandino nel 1617, le statue di San Domenico e di Santa Caterina, scolpite da Giovan Battista Robustelli nel 1751, la pala dell'Immacolata Concezione, dipinta nel 1734 da Antonio Balestra.